# Daniel Hunt
Daniel Hunt (nacido el 25 de julio de 1974) es un músico, compositor y productor inglés. Es miembro fundador, compositor principal y productor de la banda de música electrónica Ladytron.

## Biografía
Hunt conoció a Reuben Wu en Liverpool en 1995 y formó Ladytron con él en 1999, junto con Mira Aroyo y Helen Marnie.
En 2003, Hunt creó el club de Liverpool, Evol, y posteriormente colaboró en 2005 en la apertura del bar Korova en la misma ciudad. Además de su trabajo la banda, también es DJ en todo el mundo tanto en solitario como con otros miembros de la banda. Su voz aparece en las canciones de Ladytron «International Dateline» y «Versus».
Hunt ha producido a otros artistas como Christina Aguilera, Marina Gasolina y Niue, y ha remezclado a Dave Gahan, Soulwax, Placebo, Simian, Paul Weller y Blondie.
Hunt ha trabajado en varias bandas sonoras de películas, incluida la de Would You Rather, protagonizada por Sasha Grey, en colaboración con su amigo islandés Barði Jóhannsson. Hunt se unió a Pink Industry como guitarrista para su primer espectáculo en 25 años en enero de 2012 en Cine Joia, São Paulo, Brasil.
Hunt produjo el álbum debut en solitario de su compañera de banda en Ladytron, Helen Marnie, Crystal World, que se lanzó en 2013. Luego produjo el próximo sexto álbum de Ladytron y trabajando en otros proyectos no relacionados.
En 2016, Hunt coprodujo Blind Spot (EP) para la banda Lush.

## Instrumentos
- Roland SH-09, Crumar Stratus (gira 604);
- Sequential Circuits Pro-One, Korg Delta, Roland SH-09 (gira Light & Magic);
- Guitarra Vox Phantom de seis cuerdas, Roland SH-09, Korg MS2000B (gira Witching Hour);
- Guitarra Vox Phantom de seis cuerdas, Roland SH-201, Korg MS2000B (gira Velocifero);
- Crumar Stratus (giras Best of 00-10 y Gravity the Seducer).

En la primera parte de la gira Witching Hour, Ladytron nombró a sus cuatro Korg MS2000B idénticos para que fueran más fáciles de instalar en el escenario. El de Hunt se llamaba Ulysses.

## Discografía

### Ladytron
- 604 (2001)
- Light & Magic (2002)
- Witching Hour (2005)
- Velocifero (2008)
- Gravity the Seducer (2011)
- Ladytron (2019)